# Школа № 1409
Государственное бюджетное общеобразовательное учреждение города Москвы «Школа № 1409» (ранее гимназия № 1409, до этого "центр образования № 1409") расположено на Ходынском поле в Хорошёвском районе Северного административного округа Москвы. Здание школы построено в 2005 году по индивидуальному проекту.

## Здание гимназии

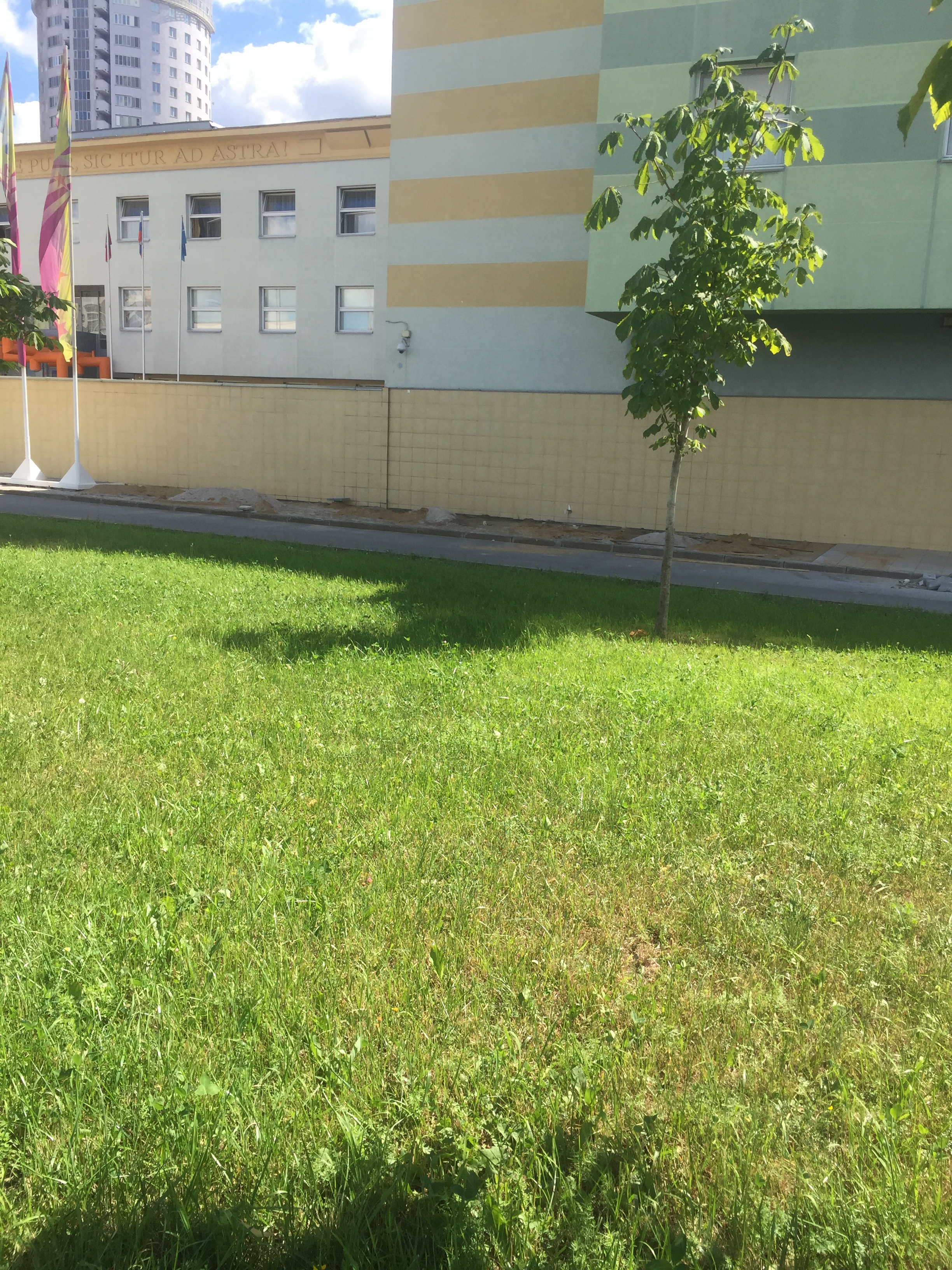

Здание гимназии было построено по индивидуальному проекту в составе комплекса «Гранд Парк» на Ходынском поле. Школа была возведена всего за 8 месяцев и 1 сентября 2005 года приняла первых учеников. Гимназия занимает 18500 м², при этом одно здание поделено на три корпуса: для младшей, средней и старшей школы. Каждый из этих корпусов имеет отдельный вход, гардероб и комнаты отдыха. Гимназия располагает большим спортивным залом, который был специально заказан в Словении .Там одновременно могут проходить три урока физкультуры.
В конце 2017 года был открыт новый корпус для 5-11 классов, по адресу Улица Авиаконструктора Микояна 2.На открытии присутствовал мэр Москвы Сергей Собянин.

## Образование

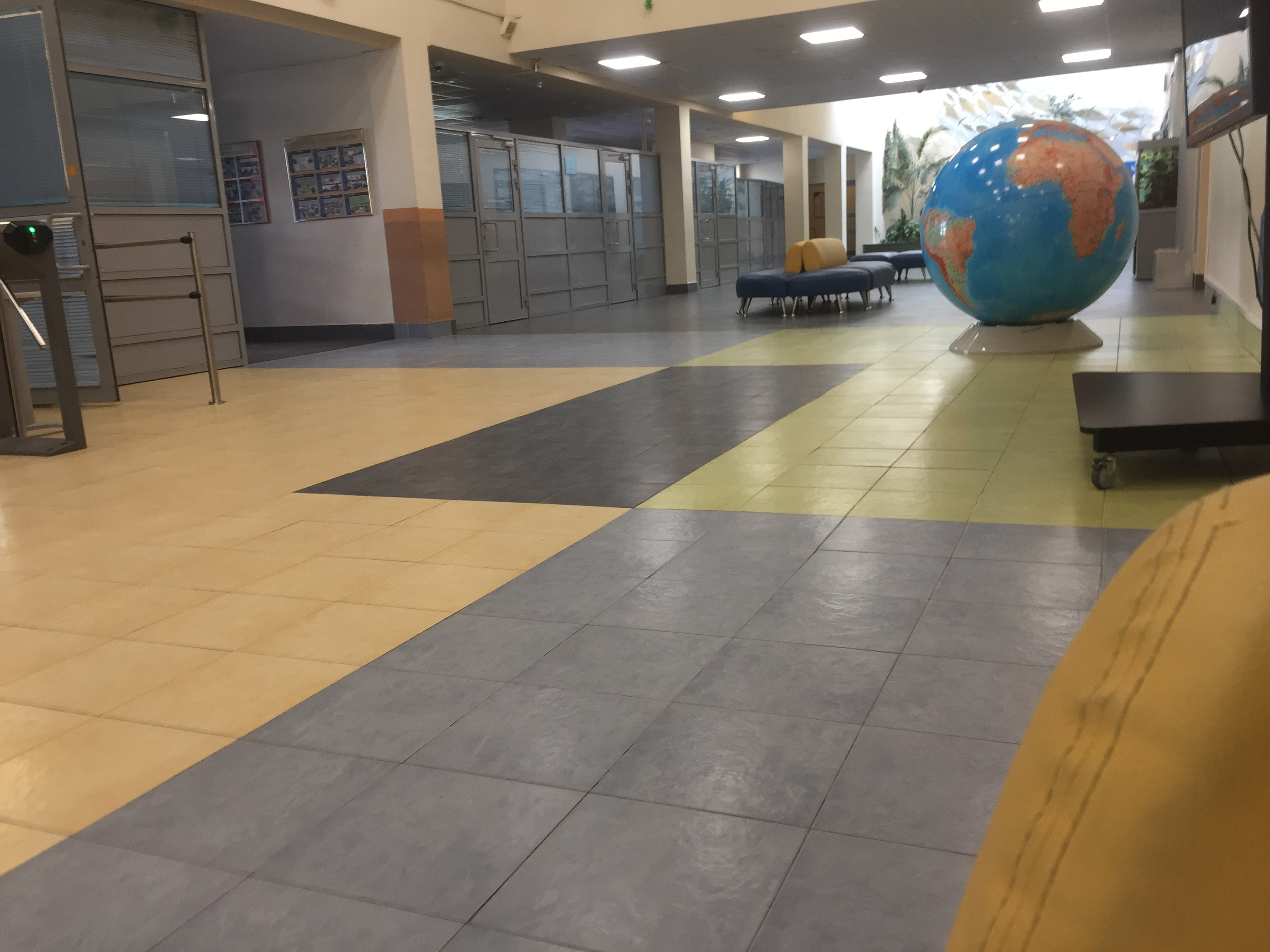
Коридор здания младшего корпуса школы

Гимназия № 1409 участвует в разработке модели «Школы будущего». Большое внимание уделяется реорганизации социума в школе. Образовательное учреждение ориентировано на работу с одарёнными детьми, для их поддержки в гимназии создан центр «Просветитель». Много внимания уделяется языковому образованию: в школе преподают английский, испанский, греческий, латынь, итальянский, французский, немецкий. Работает школьная психологическая служба. В гимназии действуют четыре экспериментальные площадки: «Формирование поликультурного образовательного пространства в контексте национальных ценностей и культур», «Развитие креативных способностей детей с учетом различных возрастных групп в условиях непрерывного образования от детского сада до вуза», «Библиотека в школе будущего», «Воспитание межэтнической толерантности и в процессе информационно-аналитической и художественно-проектной деятельности».
В гимназию часто водят делегации как из других регионов России, так и из-за рубежа. Большинство преподавателей являются лауреатами московского конкурса «Учитель года». В 2013 году  было создано школьное телевидение WIF-TV. В гимназии есть военно-исторический музей имени маршала Советского Союза А. И. Ерёменко.
Также присутствует детский сад школы 1409.

## Положение в рейтингах
Школа № 1409 неоднократно входила в рейтинг лучших школ Москвы, составленных департаментом образования по результатам образовательной деятельности:
| Год   | 2011 | 2012 | 2013 | 2014 | 2015 | 2016 | 2017 |
| ----- | ---- | ---- | ---- | ---- | ---- | ---- | ---- |
| Место | —    | 139  | 128  | 158  | 143  | 125  | 104  |